# Марисін (гміна Файславіце)
Марисін (пол. Marysin) — село в Польщі, у гміні Файславиці Красноставського повіту Люблінського воєводства.
Населення — 167 осіб (2011).
У 1975-1998 роках село належало до Люблінського воєводства.

## Демографія
Демографічна структура станом на 31 березня 2011 року:
|          | Загалом | Допрацездатний вік | Працездатний вік | Постпрацездатний вік |
| -------- | ------- | ------------------ | ---------------- | -------------------- |
| Чоловіки | 88      | 26                 | 54               | 8                    |
| Жінки    | 79      | 14                 | 43               | 22                   |
| Разом    | 167     | 40                 | 97               | 30                   |